# Zara Salim Davidson
Tuanku Zara Salim (Ipoh, 22 marzo 1973), è la Raja Permaisuri di Perak dal 2014. Ingegnere chimico di formazione, attualmente dirige una società di consulenza in materia di petrolio e gas con sede a Kuala Lumpur. Lei e il sultano, che era stato uno degli scapoli reale più ambiti, si sono conosciuti nella metà degli anni novanta.

## Origini
Zara Salim Davidson è pronipote del 24° sovrano di Kedah, il sultano Abdul Hamid Halim.
Il sultano regnò per 62 anni dal 1881 al 1943 e uno dei suoi figli era Tunku Abdul Rahman, primo ministro della Malesia. Pertanto, è anche pronipote di quest'ultimo.
Secondo suo zio Syed Mohd Aldinuri Syed Omar, la madre di Zara Sharifah Asalia Syed Omar era la figlia di Tunku Aminah, che era figlia del sultano Abdul Hamid e Che Manjalara.
Dal matrimonio con Che Manjalara, il sultano Abdul Hamid ebbe sette figli, tra cui Tunku Abdul Rahman Putra Al-Haj e Tunku Aminah.
Zara ha avuto uno stretto rapporto con l'ex sultano di Kedah, Abdul Halim Mu'adzam Shah Sultan Badlishah, che è nipote del sultano Abdul Hamid e nipote di Tunku Abdul Rahman.
Lei è anche nipote dell'ex Menteri Besar (ministro capo) di Kedah Tan Sri Syed Omar Syed Abdullah Shahabudin. Tunku Aminah sposò Syed Omar, che divenne il secondo Mentri Besar di Kedah dopo l'indipendenza, dal luglio 1959 al dicembre 1967.

## Primi anni di vita
Zara Salim Davidson è nata nella città di Ipoh il 22 marzo del 1973 ed è la più giovane dei quattro figli di William Stanley Walker Davidson (Salim Davidson) e Sharifah Asalia Syed Omar Shahabudin. Fa parte della famiglia reale di Kedah. Ha tre fratelli maggiori. Suo padre è un noto avvocato che opera tra Perak e Kuala Lumpur.
Zara, fortemente interessata alle lingue straniere, ha studiato presso il SMK Convent Ipoh ed ha rappresentato la sua scuola nei tornei di squash e tennis dal 1988 al 1990. Ha inoltre fatto parte della squadra di nuoto di Perak dal 1981 al 1987.
Dopo aver completato gli studi superiori nel 1992, si è recata nel Regno Unito per studiare ingegneria chimica presso l'Università di Nottingham; si è laureata con il massimo dei voti nel luglio del 1995. Inoltre ha vinto un premio studentesco per il suo progetto dell'ultimo anno. Nello stesso ateneo studiò giurisprudenza anche il futuro suocero Azlan Shah di Perak.

## Carriera
Nel dicembre del 1995 è stata assunta presso il dipartimento degli affari di valutazione e pianificazione della corporate Petronas e ha fatto parte del team responsabile dell'istituzione dei complessi petrolchimici integrati di Kertih e Kuantan, i cui partner all'estero includono BP, BASF, Dow Chemicals e Mitsubishi.
È poi diventata analista di progetto nell'unità per gli affari petrolchimici della Petronas e faceva parte del core team di sviluppo del marchio Petronas, che ora fa parte della strategia globale di branding Petronas.
Tra il febbraio del 1999 e l'ottobre 2000, è stata product manager di Petlin (Malaysia) Sdn Bhd, una joint venture tra la Petronas, l'olandese DSM e la sudafricana Sasol. Ha fatto parte anche parte del team di progetto Petronas per rendere operativo il più grande impianto al mondo di polietilene a bassa densità a Kertih.
Zara ha lasciato Petronas nel novembre 2001 per diventare account manager in Formis Network Services Sdn Bhd per poi assumere la carica di vicepresidente di partnership e alleanze in Formis Berhad, una società basata sulla tecnologia quotata in borsa, tra il 2003 e il 2005.
Dal 2005 al 2007 è diventata amministratore delegato di Forthwave Consulting Sdn Bhd, un'azienda di progettazione e sviluppo di software tecnici per aziende di idrocarburi di Kuala Lumpur.

## Matrimonio e figli
Il matrimonio tra Zara a Nazrin Shah si è tenuto presso l'Istana Iskandariah il 17 maggio 2007.
Il giorno successivo, in una cerimonia speciale, Zara ha ricevuto dal suocero il titolo ufficiale di Raja Puan Besar di Perak.
Il ricevimento reale ha avuto luogo il 19 maggio 2007.
I due hanno avuto il loro primo figlio, Raja Azlan Muzaffar Shah il 14 marzo 2008. Il loro secondo figlio, una femmina di nome Raja Nazira Safya, è nata il 2 agosto 2011.